# Naveen Cove
Die Naveen Cove ist eine kleine Bucht im Grahamland der Antarktischen Halbinsel. Sie liegt auf der Nordseite des Isthmus, der die Cockerell-Halbinsel mit der Trinity-Halbinsel verbindet und öffnet sich zur Huon Bay.
Das Advisory Committee on Antarctic Names benannte sie nach dem US-amerikanischen Ornithologen und Unternehmer Ron Naveen, der mehr als 25 Jahre lang die Vogelwelt Antarktikas untersucht hatte.